# Seat Proto
La Seat Proto est un ensemble de concepts car de la marque Seat. Les voitures ont été dessinées par Giorgetto Giugiaro au sein d'Italdesign.

## Seat Proto C
Il s'agit d'une citadine d'une longueur de 4 mètres. Son design est optimisé pour obtenir un Cx le plus efficient possible.

## Seat Proto T/TL
La Proto T est une berline 5 portes. Elle souhaite optimiser son habitabilité ainsi que son volume de coffre.